# Championnat de Nouvelle-Calédonie de football 2005-2006
Navigation
Édition précédente Édition suivante
La saison 2005-2006 du Championnat de Nouvelle-Calédonie de football est la dixième édition du championnat de première division en Nouvelle-Calédonie. Contrairement aux saisons précédentes, la compétition ne concerne que les équipes basées sur Grande Terre. En fin de saison, les deux derniers du classement sont relégués et remplacés par les deux meilleurs clubs de Promotion d'Honneur, la deuxième division néo-calédonienne.
C'est l'AS Mont-Dore qui remporte la compétition cette saison après avoir terminé en tête du classement final, avec sept points d'avance sur la JS Baco et l'AS Thio Sports. C'est le second titre de champion de Nouvelle-Calédonie de l'histoire du club, qui réalisé même le doublé en s'imposant face à la JS Baco en finale de la Coupe de Nouvelle-Calédonie.

## Les clubs participants (Grande Terre)
- AS Mont-Dore
- AS Thio Sport
- AS Poum
- Stade Koniambo
- RS Koumac
- JS Baco
- US Calédonienne
- AS Magenta

## Compétition
Le classement est établi sur le barème de points suivant : victoire à 4 points, match nul à 2, défaite à 1.

### Classement
| Rang | Équipe          | Pts | J  | G  | N | P  | Bp | Bc | Diff |
| ---- | --------------- | --- | -- | -- | - | -- | -- | -- | ---- |
| 1    | AS Mont-DoreC   | 49  | 14 | 11 | 2 | 1  | 45 | 13 | +32  |
| 2    | JS Baco         | 42  | 14 | 8  | 4 | 2  | 41 | 22 | +19  |
| 3    | AS Thio SportP  | 42  | 14 | 9  | 1 | 4  | 37 | 28 | +9   |
| 4    | AS Poum         | 35  | 14 | 6  | 3 | 5  | 43 | 34 | +9   |
| 5    | US Calédonienne | 33  | 14 | 6  | 1 | 7  | 33 | 26 | +7   |
| 6    | AS MagentaT     | 32  | 14 | 5  | 3 | 6  | 41 | 28 | +13  |
| 7    | RS Koumac       | 19  | 13 | 2  | 0 | 11 | 28 | 62 | -34  |
| 8    | Stade KoniamboP | 15  | 13 | 1  | 0 | 12 | 22 | 77 | -55  |

|  | Qualification pour la Ligue des champions de l'OFC 2007                                           |
|  | Relégation directe en Promotion d'Honneur                                                         |
|  | T : Tenant du titre C : Vainqueur de la Coupe de Nouvelle-Calédonie P : Club promu en Super Ligue |

- La rencontre Stade Koniambo-RS Koumac n'a jamais été disputée.

## Bilan de la saison
| Championnat de Nouvelle-Calédonie de football 2005-2006 |                         |
| Champion                                                | AS Mont-Dore (2e titre) |
| Coupes et trophées                                      |                         |
| Vainqueur de la Coupe de Nouvelle-Calédonie 2005-2006   | AS Mont-Dore            |
| Qualifications continentales                            |                         |
| Ligue des champions de l'OFC 2007                       | AS Mont-Dore            |
| Promotions et relégations                               |                         |
| Promus en Super Ligue                                   | AS Témala Ouélisse      |
| Promus en Super Ligue                                   | AS Lössi                |
| Relégués en Promotion d'Honneur                         | RS Koumac               |
| Relégués en Promotion d'Honneur                         | Stade Koniambo          |